# Autoreferència

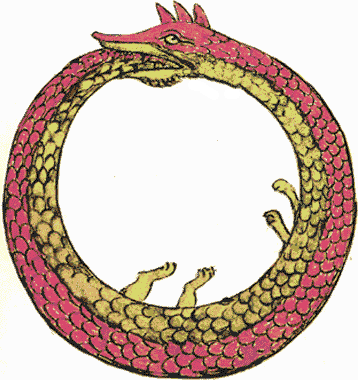
Ouroboros, el drac que contínuament s'autoconsumeix, simbol de la autoreferència.

L'autoreferència es produeix en els llenguatges naturals o formals, quan una frase, idea o fórmula es refereix a si mateixa. La referència pot ser expressada ja sigui directament a través d'alguna frase intermèdia o fórmulada per mitjà d'alguna codificació. L'autoreferència és possible quan hi ha dos nivells lògics, un nivell i un meta-nivell. És més comunament usada en matemàtiques, filosofia, programació i lingüística. Les oracions autoreferents poden conduir a paradoxes.
El Ouroboros, un drac que contínuament es consumeix, s'utilitza com un símbol per a l'autoreferència.

## Filosofia
Es refereix a l'habilitat d'un subjecte per parlar o referir-se a si mateix o de si mateix: tenir el tipus de pensament expressada pel pronom de primera persona, la paraula "jo" en català.

## Matemàtiques
En matemàtiques existeix l'autovalor, que és el valor o nombre que associem a un contenidor (com fa la computabilitat) però amb l'afegit que se li poden fer operacions de grup o similars sense perdre la condició de representar un contenidor amb propietats grupals. Aquesta autoreferència ens permet representar models complexos i, en computabilitat, encara no s'ha descobert un equivalent per a la compilació de llenguatges. En llenguatges de programació podem trobar els llenguatges introspectius, que poden incorporar paraules clau que permeten reconfigurar la interpretació semàntica de les mateixes paraules clau; aconseguir aquest efecte suposa un problema a l'hora d'assegurar la fiabilitat, però és d'una potència descomunal.

## Exemples d'autoreferència
Un exemple d'una situació d'autoreferencial és el de l'autocreació, com l'organització lògica es produeix l'estructura física que es crea.
A la metafísica, l'autoreferència és la subjectivitat, mentre que "hetero-referència", com se l'anomena (vegeu Niklas Luhmann), és l'objectivitat.
L'autoreferència també es dona en la literatura i el cinema quan un autor es refereix al seu treball en el context de l'obra mateixa. Els exemples famosos inclouen el Quixot de Cervantes, Jacques le fataliste et son maître de Denis Diderot, Si una nit d'hivern un viatger d'Italo Calvino, moltes històries de Nikolai Gogol, Lost in the Funhouse de John Barth, i 8 ½ de Federico Fellini. Totes elles estan estretament relacionades amb els conceptes de trencar la quarta paret i la meta de referència, que sovint impliquen l'autoreferència.
El pintor surrealista René Magritte és famós per les seves obres autoreferencials. La seva pintura La traïció de les imatges, que es mostra més amunt, inclou les paraules això no és una pipa, la veritat de la qual depèn totalment de si la paraula "Ceci" (en català, "això") es refereix a la pipa representada en la pintura o la mateixa sentència.
En ciències de la computació, l'autoreferència passa a la reflexió, on un programa pot llegir o modificar les seves pròpies instruccions, com qualsevol altra dada. Nombrosos llenguatges de programació donen suport a la reflexió, en certa manera amb diferents graus d'expressivitat. A més, l'autoreferència es veu a la recursivitat (relacionat amb la relació de recurrència matemàtica), on una estructura de codi es refereix a si mateixa durant el càlcul.

## Altres significats
També es pot entendre com la referència -en el sentit de cita- a una publicació científica pròpia, amb la finalitat d'incrementar artificialment la pròpia importància, o la política d'amiguisme científic que utilitza un recurs similar (citar al teu amic perquè el teu amic et citi al seu torn).